# Torrione angioino

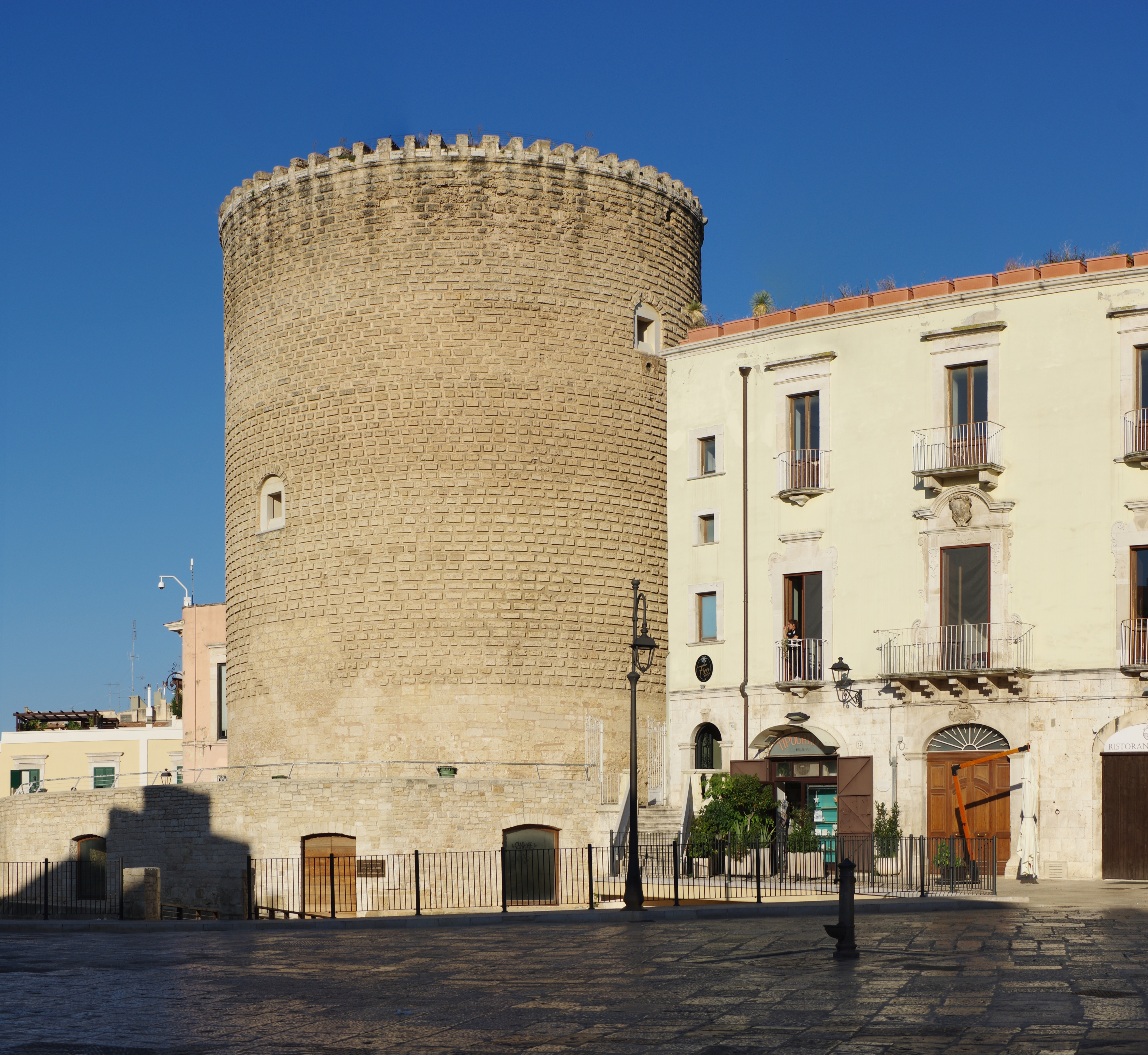
Torrione angioino.

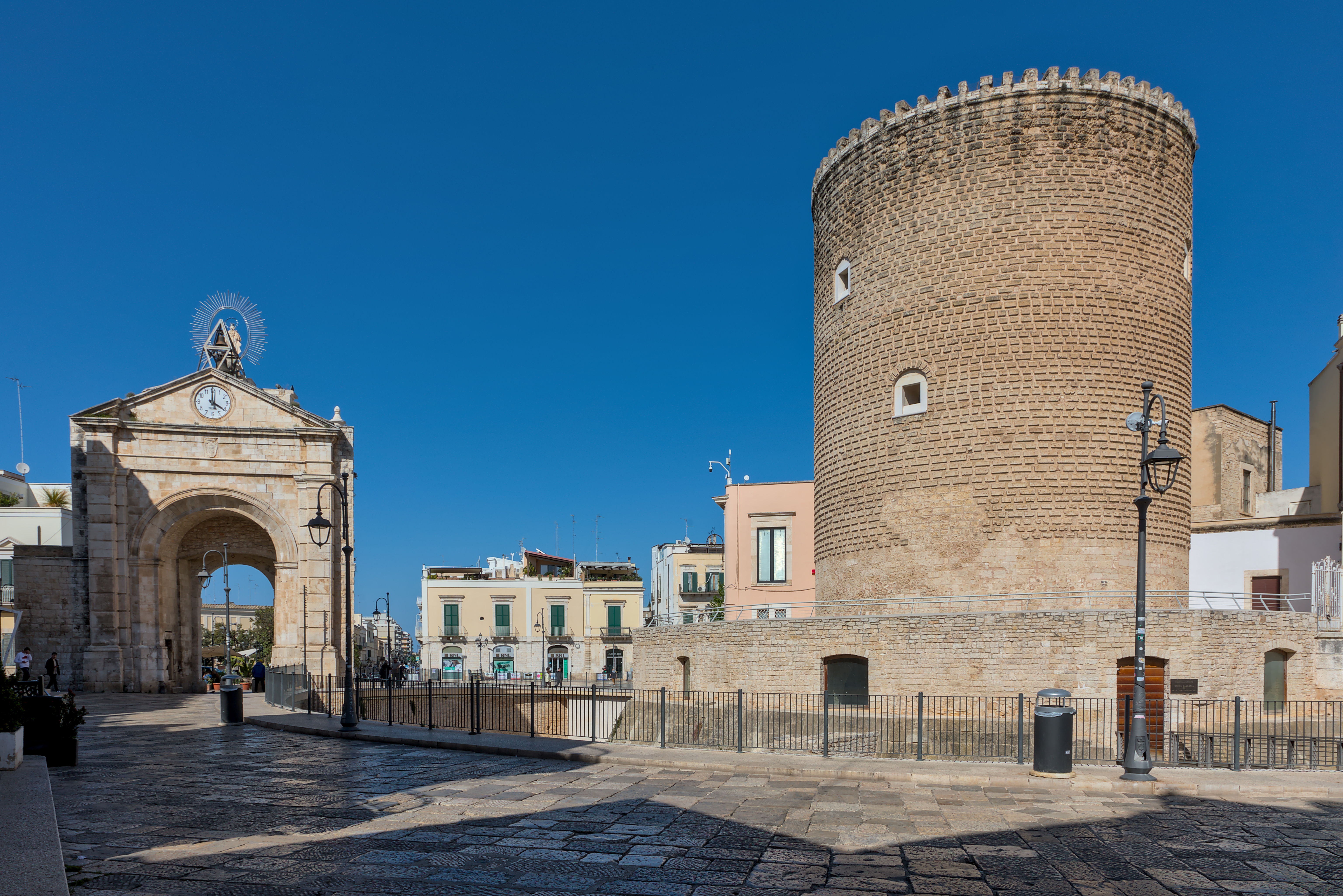
Torrione angioino col fossato e porta Baresana

Il torrione angioino è una torre del XV secolo di Bitonto, erroneamente chiamato castello; è la più grande delle ventotto torri situate lungo l'antica cinta muraria della città.

## Storia
Fu innalzato, secondo taluni autori, a difesa di Porta Baresana sul finire del XIV secolo, sotto la dinastia degli Angioni da cui  deriverebbe, appunto, l'attributo. Secondo altri invece, i lavori sarebbero stati avviati durante la prima metà del Quattrocento su commissione di Giovanni I Ventimiglia e Marino Correale, o Curiale al quale sarebbero riferibili gli stemmi araldici scolpiti sui due capitelli delle colonnine del camino al piano nobile (secondo piano) , generalmente considerati solo capitelli cubici a motivi geometrici. Il torrione è certamente la più ampia e più resistente di tutte le altre torri disposte lungo la cinta muraria della città.  L'edificio, inoltre, è nominato in documento del 1399 attribuibile alla regina Margherita, consorte del re di Napoli Carlo III.  In esso , si fa menzione di un “castellano”, addetto al controllo di una struttura difensiva non specificata che dalla  metà del Quattrocento avrebbe assunto la denominazione di torrione cioè di torre difensiva (per la difesa di tipo radente) e sarebbe persino stata adibita a prigione.
Alcuni disegni di Francesco di Giorgio Martini sarebbero verosimilmente riferibili alla struttura architettonica del torrione di Bitonto, per  il rivestimento a bugne regolari e per le strutture ossidionali a "zampa d'elefante", poste ai piedi della scarpata, altresì note come casematte, che assumono un impianto a mandorla simile a quello rappresentato dal Martini.

## Struttura
Dal punto di vista architettonico è accostabile al torrione di San Mauro forte in provincia di Matera, dove è presente anche la struttura scarpata a zig-zag, oltre che la proporzione esterna della stessa torre. Ma è soprattutto la scansione interna degli ambienti che lo rendono fortemente accostabile al torrione di Bitonto. Ambedue le strutture sono suddivise in tre ambienti interni voltati: oltre alla cisterna presente, si riscontrano al primo e terzo livello un ambiente voltato a calotta con tanto di occhio, mentre al secondo livello è presente in ambedue un camino, l'unica differenza è la copertura a crociera del torrione di Bitonto. Un'altra sostanziale differenza è l'aggiunta della fine del Quattrocento di casematte nel torrione di Bitonto, strutture che nel torrione di San Mauro Forte, non si riscontrerebbero. Ambedue i torrioni, però, scaturirebbero il loro disegno dalle torri di Castenuovo di Napoli, realizzato nello stesso torno d'anni.
La sua pianta circolare ha un diametro di 16,10 m ed è simile alle costruzioni angioine francesi e napoletane.
La muratura del basamento raggiunge uno spessore di 4,90 m ed è costituita da grossi blocchi di tufo calcareo allisciati, detti "a bauletto". La muratura spessa della torre è interrotta dalla porta d'accesso che forma nelle mura un cunicolo, dalle finestre disposte a diverse altezze e, in cima, dalla merlatura.
I tre ambienti interni, disposti su tre piani sono collegati tramite dei corridoi fortificati, simili ad altri sistemi difensivi dell'Italia borbonica.
Gli ambienti del primo e terzo piano hanno forma circolare mentre l'ambiente del secondo piano ricorda Castel del Monte: di forma ottagonale e con volta a crociera. Il fatto che l'ambiente sia dotato di camino impreziosito da piccole colonne terminanti in capitelli su cui sono rappresentati gli stemmi araldici della famiglia Correale e tutto ciò rende plausibile l'idea che questo del secondo piano sia stato l'ambiente utilizzato dalla nobile famiglia del castellano. Ma che allo stesso tempo non crea ombra di dubbio sul periodo della costruzione. Marino Correale o Curiale aveva la castellania di Bitonto proprio a metà del Quattrocento.
Il castello era una notevole fortezza tanto che nel 1503 il duca di Nemours, durante la guerra franco-spagnola, lo definì Non men forte della torre di Bruges e Montemar lo citò tra i luoghi più forti del Regno di Napoli. Successivamente fu anche adibito a carcere dal duca di Calabria.
Il Torrione, a seguito di un importante restauro interno, ospita una Galleria d'Arte Contemporanea.
Il Torrione è stato scelto come location per la seconda edizione del Bitonto ArtFestival.
Gli scavi effettuati, hanno permesso di recuperare le antiche casematte, (presidi aggiunti durante l'aggiornamento ossidionale intorno agli anni Novanta del Quattrocento e verosimilmente accostabili ad alcuni disegni di Francesco di Giorgio Martini), i rivellini, e il fossato, con il basamento pentagonale della torre stessa e una passerella a ponte levatoio, che collegava la torre alla piazza circostante. 
Il torrione era collegato inoltre con le altre ventisette torri tramite cunicoli sotterranei.